# Luangwa (Zâmbia)
Luangwa é uma cidade e um distrito da Zâmbia, localizados na província Lusaka.

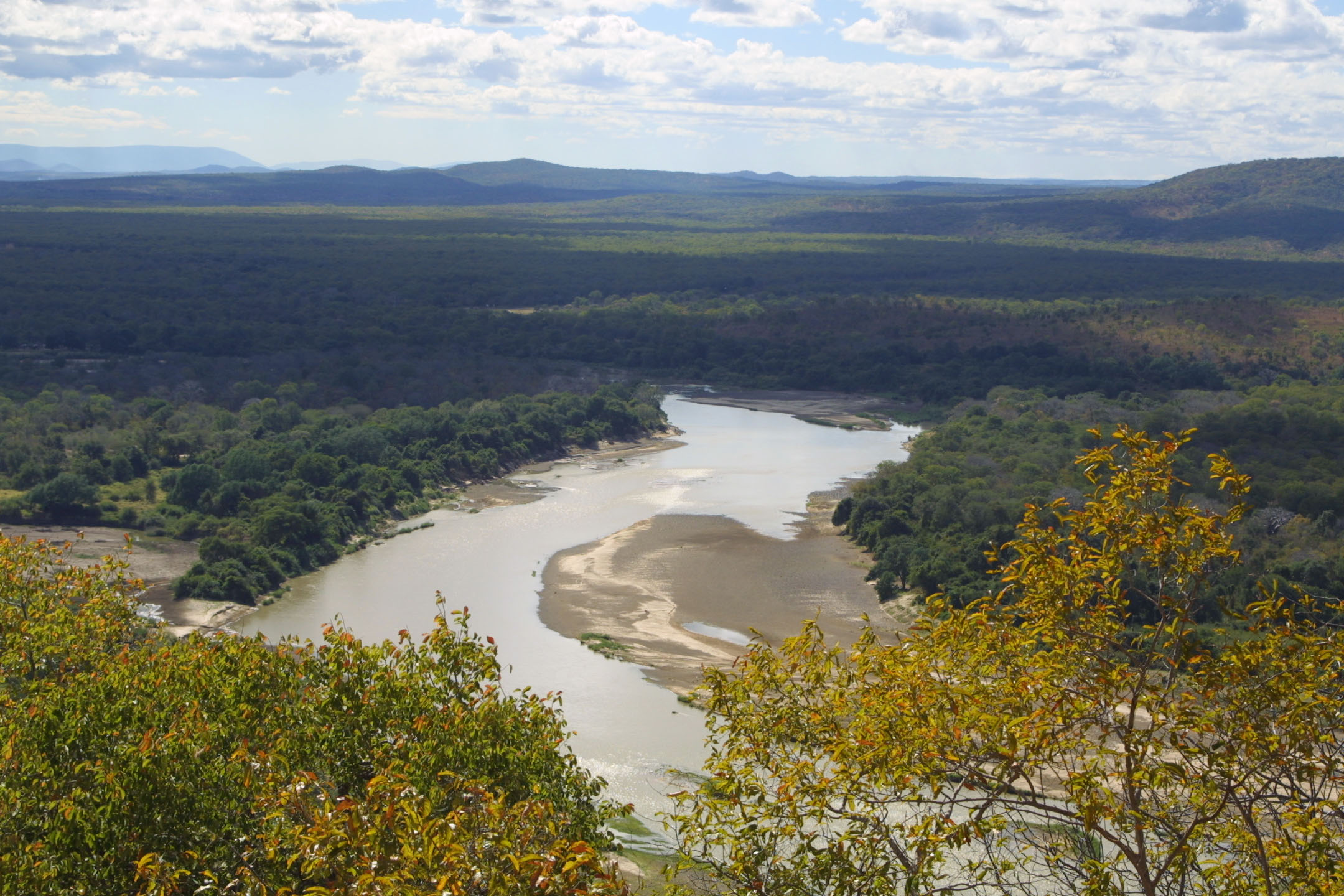
Rio Luangwa